# 정치인

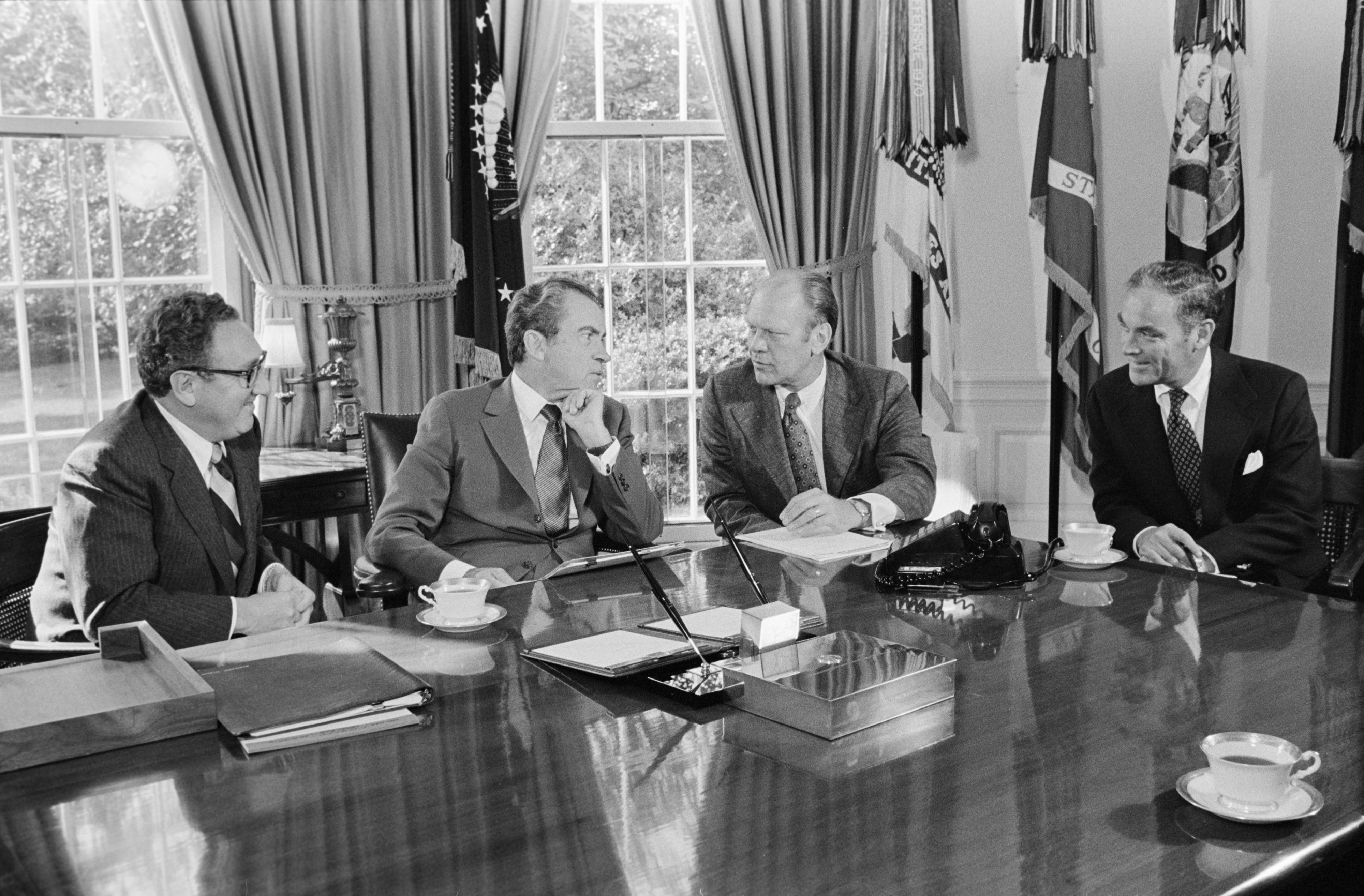
리처드 닉슨 재임 시절의 정치인들

정치인(政治人, 영어: politician)은 정치에 활발히 참여하거나 매우 밀접한 관련을 갖는 직업을 가진 사람을 말한다. 정치적 의사결정을 하는 주체가 된다.
국가 형태가 나타나는 고대 시대를 정치의 기점으로 시작되었다. 중세 시대에는 국왕을 중심으로 한 제후들이 정치 활동의 주체였다. 통치 체계는 근세 시대에 이르러 정비되었는데 이때 정치인 혈통이 귀족, 문벌, 사대부 등으로 체제화되어 정치인 가문이 되었다. 광복 이후 민주체제가 수립되었고, 전제주의와 권위주의 시대에는 많은 죽음이 있었다. 마오쩌둥 국가주석에 의해서 7,800만명이 사망하기도 하였다.
현대 시대에는 국제 기구에서 정부에 이르기까지 정치인의 범위가 확대되었다. 허정 국무총리는 정치가에 대해서 “참된 정치가란 국민의 어떠한 자유도, 어떠한 권리도, 어떠한 발언도, 또한 어떠한 활동도 두려워하지 않는 사람이다.”라고 정의하였다.

## 같이 보기
- 정당